# آب-ا-قم
آب-ا-قم (به انگلیسی: Aab-e-gum) در پاکستان است که در ایالت بلوچستان پاکستان واقع شده‌است.